# Campionamento a grappoli
Il campionamento a grappoli è un tipo di campionamento statistico (o probabilistico) che rispetto al disegno di campionamento non prevede l'estrazione di singole unità dalla popolazione di riferimento, ma di grappoli, cioè agglomerati di unità statistiche. Esempi di grappoli sono: le famiglie, le classi scolastiche, i reparti di lavoro o le camere di ospedale. Tutte le unità che costituiscono il grappolo estratto entrano a far parte del campione. Se di ogni grappolo estratto entrano a far parte del campione solo un certo numero di unità, si sta effettuando un campionamento a due stadi ove, nel primo stadio avviene l'estrazione dei grappoli "per intero", mentre nel secondo stadio, unità elementari vengono estratte da suddetti grappoli.
Il maggior vantaggio che si può trarre dal campionamento a grappoli si ha quando ogni grappolo al suo interno non è omogeneo, cioè le unità  che compongono il grappolo differiscono tra loro per una modalità rilevata su una stessa caratteristica. Solo allora il suddetto campionamento fornisce stime più efficienti del campionamento casuale semplice. In altre parole, questo tipo di campionamento fornisce stime più efficienti se e solo se ogni grappolo esprime più variabilità di quanto possa essere espressa con un campione estratto dalla stessa popolazione attraverso un'estrazione casuale semplice. Di norma, però, i grappoli che vengono utilizzati per le indagini statistiche sono composti da unità tra loro omogenee e quindi vengono prodotte stime meno efficienti del campionamento semplice. Nonostante ciò, si ricorre spesso a questo tipo di campionamento per la facilità di organizzazione e per il costo contenuto, sia in termini economici che di rapidità di rilevazione, elaborazione e diffusione dei dati. Questo è valido da un punto di vista strettamente teorico, poiché da un punto di vista pratico esistono diversi modi per valutare l'efficienza di un piano di campionamento a grappoli rispetto a uno casuale semplice, come, ad esempio, l'analisi della scomposizione della varianza, il coefficiente di omogeneità  e il Deff (effetto del disegno di campionamento ).

## Coefficiente di omogeneità nei grappoli
Il coefficiente di omogeneità nei grappoli permette di misurare il grado di omogeneità nei grappoli. Esso quindi influisce sulla efficienza delle stime del campionamento.
Supponiamo di effettuare un campionamento a grappoli in cui tutti i grappoli sono composti dallo stesso numero di unità, si consideri un'estrazione senza ripetizione.
Sia N il numero di grappoli che formano la Popolazione, n il numero di grappoli che formano il campione e sia M il numero di unità elementari di un grappolo. Supponiamo di voler rilevare un carattere quantitativo Y, sia Yij il valore di Y rilevato sulla j-esima unità dell'i-esimo grappolo. Sia Yi la somma di tutti i valori rilevati sulle unità dell grappolo i-esimo. 
Lo stimatore corretto del totale del carattere è {\displaystyle Y_{GR}={N \over {n}}\sum _{i=1}^{n}Y_{i}} . La varianza di questo stimatore e quindi l'efficienza della sua stima dipendono dal coefficiente di omogeneità nei grappoli {\displaystyle \delta }. sia {\displaystyle S^{2}} la varianza delle unità elementari nella popolazione e {\displaystyle S_{W}^{2}} la varianza nei grappoli, allora:
{\displaystyle \delta =1-{S_{W}^{2} \over {S^{2}}}}  dove {\displaystyle S_{W}^{2}={1 \over {NM-N}}\sum _{i,j}\left(Y_{ij}-{Y_{i} \over {M}}\right)^{2}} ed  {\displaystyle S^{2}={1 \over {NM-1}}\sum _{i,j}\left(Y_{ij}-{Y \over {nM}}\right)^{2}}. Il coefficiente varia tra:  {\displaystyle -{N-1 \over {NM-N}}\leq \delta \leq 1}.
La varianza dello stimatore {\displaystyle Y_{GR}}  è pari a:
{\displaystyle V\left(Y_{GR}\right)=N^{2}{1-{n \over {N}} \over {n}}MS^{2}\left[1+{NM-N \over {N-1}}\delta \right]} che è uguale alla somma tra la varianza dello stimatore nel campionamento semplice(senza ripetizione) più una quantità che dipende dal coefficiente di omogeneità. Se {\displaystyle \delta >0} allora abbiamo un incremento della varianza rispetto al campionamento semplice; se {\displaystyle \delta =0} allora il campionamento a grappoli e quello semplice hanno la stessa efficienza; {\displaystyle \delta <0} allora il campionamento a grappoli riduce la varianza rispetto al casuale semplice e quindi risulta più efficiente, questo accade quando la variabilità all'interno dei grappoli è maggiore della variabilità all'interno della popolazione.